# ホセイン・アミニ
ホセイン・アミニ（Hossein Amini, 1966年 - ）は、イラン出身の脚本家、映画監督である。1990年代より活動している。

## 経歴
初めての脚本作品はピーター・コズミンスキー監督の1994年のテレビ映画『The Dying of the Light』である。この作品は1993年に武器売買を批判したために殺害されたショーン・デベローを取り扱っている。これは英国アカデミー・テレビ賞でシングル・ドラマ賞にノミネートされた。次にアミニはトーマス・ハーディによる1895年の小説『日蔭者ジュード』を脚色した。プロデューサーのアンドリュー・イートンは1995年に依頼し、マイケル・ウィンターボトム監督作『日蔭のふたり』として1996年に公開された。他に、1996年放映のテレビ映画『Deep Secrets』の脚本も書いた。
次にアミニはヘンリー・ジェイムズの1902年の小説を脚色し、『鳩の翼』として公開された。イアン・ソフトリーが監督し、1997年に公開され、批評家に高く評価された。アミニはこれによりアカデミー脚色賞にノミネートされた。
2014年、パトリシア・ハイスミスの小説『殺意の迷宮』を映画化した『ギリシャに消えた嘘』で映画監督デビューを果たした。

## フィルモグラフィ
- The Dying of the Light (1994) テレビ映画
- Deep Secrets (1996) テレビ映画
- 日蔭のふたり Jude (1996)
- 鳩の翼 The Wings of the Dove (1997)
- サハラに舞う羽根 The Four Feathers (2002)
- キルショット Killshot (2009)
- シャンハイ Shanghai (2010)
- ドライヴ Drive (2011)
- 47RONIN 47 Ronin (2012)
- スノーホワイト Snow White and the Huntsman (2012)
- ギリシャに消えた嘘 The Two Faces of January (2014) ※監督も担当
- われらが背きし者 Our Kind of Traitor （2016） 脚色 [8]
- スノーマン 雪闇の殺人鬼 The Snowman (2017)
- マクマフィア McMafia (2018) テレビドラマミニシリーズ　脚本　ショーランナー
- エイリアニスト The Alienist（2018年）脚本・製作総指揮、Netflixオリジナルドラマ